# Le Papillon (court métrage)
Pour les articles homonymes, voir Le Papillon.
Le Papillon est un court métrage d'animation en 2D réalisé par Antoine Antin et Jenny Rakotomamonjy, sorti en 2003 et d'une durée de 3 minutes 30.

## Synopsis
Dans le Japon médiéval, le combat d'une jeune femme pour protéger la mémoire de son fiancé, samouraï mort à la guerre.

## Fiche technique
- Titre : le papillon
- Date de sortie : 2003
- Film français
- Genre : animation 2D, japon medieval
- Durée : 3 minutes 30
- Réalisation : Antoine Antin et Jenny Rakotomamonjy
- Scénario : Jenny Rakotomamonjy
- Directeur artistique : Antoine Antin
- Musique : Cédric Marquis
- Production : Bibo Films
- Production déléguée : Pascal Chevé - Bibo Bergeron
- Production exécutive : Pascal Chevé - Louis Viau
- Animation : Antoine Antin, Jenny Rakotomamonjy, Christophe Ferreira, Uriel Mimran, Louis Musso, Gaël Sabourin
- Pinceau : Frank Miyet
- Ambiance sonore : Hop Line Studio / Phong Ho
- Mastering son : Merjithur / Thierry Lebond
- Transfert 35 mm : ACME Films
- avec le soutien de : CNC - Centre de la Première Œuvre, Gobelins), Roger grange

## Autour du film
- Ce film a reçu le prix Canal J du jury Junior au Festival international du film d'animation d'Annecy en 2003.